# Дуглас, Арчибальд, 3-й граф Дуглас
Арчибальд «Свирепый» Дуглас (англ. Archibald «the Grim» Douglas, ок. 1328—1400), 3-й граф Дуглас (с 1388 года) — шотландский дворянин из рода Дугласов, третий граф Дуглас.

## Биография
Арчибальд Дуглас был незаконным сыном Джеймса Дугласа, друга и соратника короля Роберта I Брюса. Имя матери Арчибальда неизвестно, а в детском возрасте он потерял отца, павшего в битве с арабами.
В период правления Давида II Арчибальд активно поддерживал мероприятия по укреплению королевской власти и участвовал в переговорах о франко-шотландском союзе. В 1356 году участвовал в битве при Пуатье и попал в плен к англичанам.
В благодарность за поддержку короля в период волнений баронов во главе с Робертом Стюартом, Арчибальду Дугласу были пожалованы обширные земли в Галлоуэе, а после смерти Джеймса, 2-го графа Дугласа, к нему перешло графство Дуглас. В результате Арчибальд стал крупнейшим магнатом Шотландии, за исключением короля. Земельная собственность, сконцентрированная Арчибальдом, стала основой для притязаний Дугласов на власть в стране в начале XV века.
Арчибальд Дуглас стал одним из инициаторов приграничных рейдов шотландских баронов на английскую территорию в конце XIV века. В 1384 году войска Дугласа освободили от английской оккупации Аннандейл, а в 1388 году — разорили Камберленд. В период правления Роберта III Арчибальд боролся за влияние в стране с герцогом Олбани. В 1400 году, предложив большее приданое, Арчибальд убедил наследника шотландского престола взять в жены свою дочь Марджори, чем вызвал конфликт с графом Данбаром, в конечном счете приведший к возобновлению войны с Англией.

## Семья и дети
Около 1362 года женился на Джоанне де Моравия, дочери Морица де Моравия, 1-го графа Стратерна, и Джоанны из Ментейна. Их дети:
- Арчибальд Дуглас (1372—1424), 4-й граф Дуглас (1400—1424), герцог Туреньский (1424);
- Джеймс Дуглас (1371—1443), 1-й граф Эйвондейл (1437—1443), 7-й граф Дуглас (1440—1443);
- Марджори Дуглас (ок. 1377—1421), 1-й муж — Давид Стюарт (1378—1402), герцог Ротсей, 2-й муж — Уолтер де Хелибёртон, казначей Шотландии;
- Елена Дуглас, муж — сэр Джордж де Лаверде из Халтона (ок. 1351 — ок. 1426), лорд-провост Шотландии (1413—1419).

Внебрачный сын — сэр Уильям Дуглас из Нитсдейла (ок. 1370 — ок. 1392), с 1387 года женат на Эгидии Стюарт, дочери короля Шотландии Роберта II Стюарта.